# John F. MacArthur

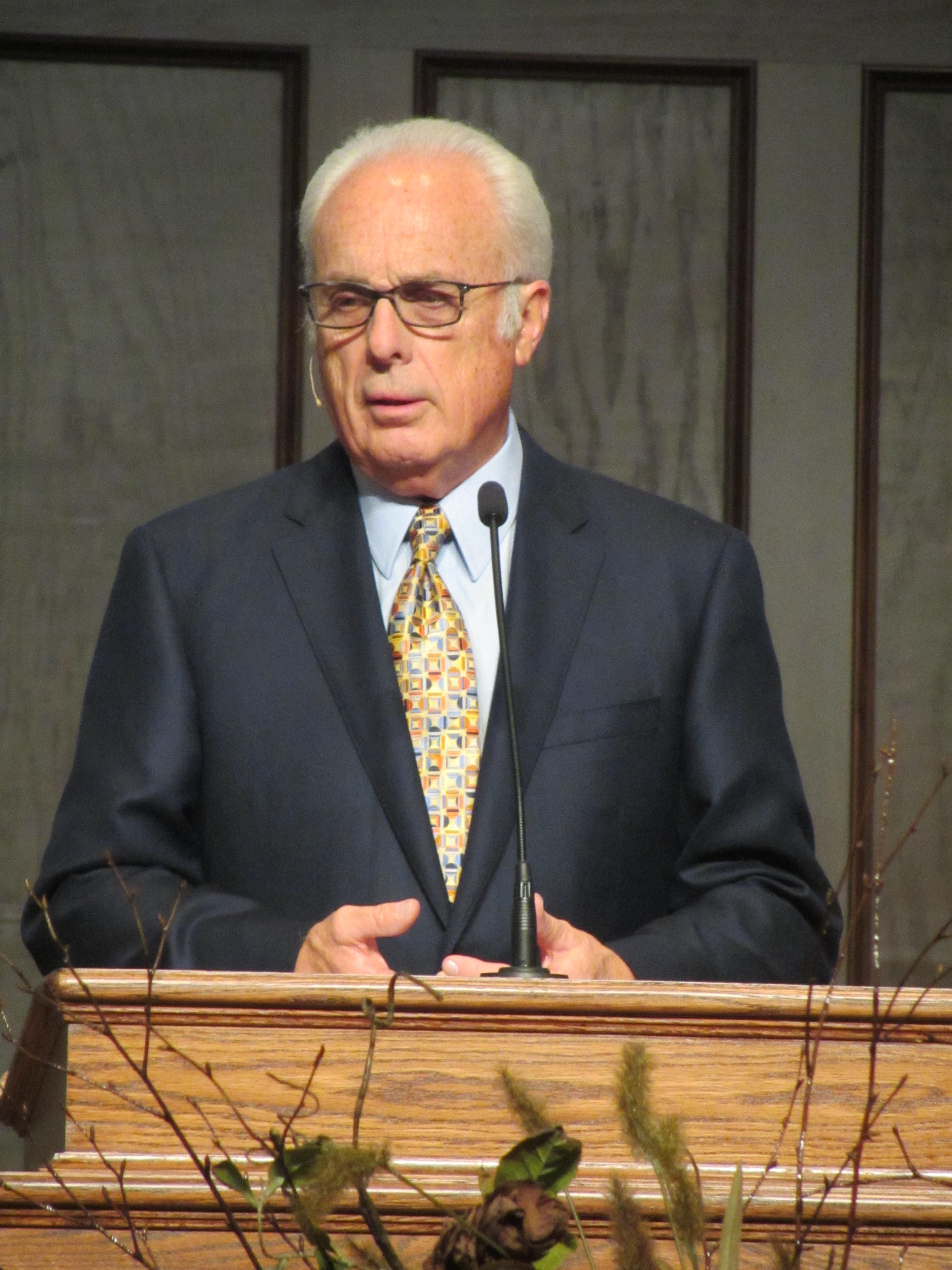
John F. MacArthur.

John Fullerton MacArthur, Jr., född 19 juni 1939 i Los Angeles, Kalifornien, död 14 juli 2025 i Los Angeles, var en amerikansk evangelikal skribent och pastor. Han är känd för radioprogrammet Grace to You. Han var redaktör för MacArthur Study Bible som vunnit en Gold Medallion Book Award.
1985 blev MacArthur rektor för The Master's College (tidigare Los Angeles Baptist College), en fyraårig kristen högskola; och, 1986, grundade han det teologiska seminariet The Master's Seminary.

## Teologi
I grunden är MacArthus teologi baptistisk med Bibeln som grund för tro och liv. MacArthur är cessationist, och menar att karismatisk kristendom och pingströrelsens teologi och praktik om helande, mirakel och tungotal inte är för den här tiden. MacArthur är en stark förespråkare för både textutläggande predikan och Bibelns trovärdighet. Detta ger han exempel på i en kommentar till nya testamentet i 27 band, MacArthur NT  (Moody Publishers), i vilken han går igenom vers förs vers med löpande kommentar och förklaringar.  
Hans skrifter är kritiserar ibland andra samtida kristna rörelser, som till exempel de som förespråkar sökarvänliga gudstjänster, bland dem Robert H Schuller, Bill Hybels, and Rick Warren.

## Ett urval av publikationer
- Gospel According to Jesus (1989) ISBN 0310286514
- Charismatic Chaos (1993) ISBN 0310575729
- Our Sufficiency in Christ (1998) ISBN 1581340133
- Ashamed of the Gospel: When the Church Becomes Like the World (2001) ISBN 1581342888
- Think Biblically!: Recovering a Christian Worldview (2003) ISBN 1581344120
- Fool's Gold?: Discerning Truth in an Age of Error (2005) ISBN 158134726X
- Twelve Extraordinary Women: How God Shaped Women of the Bible, and What He Wants to Do with You (2008) ISBN 1400280281
- The Jesus You Can't Ignore: What You Must Learn from the Bold Confrontations of Christ (2009) ISBN 140020206X